# Miami Ink – Tattoos fürs Leben

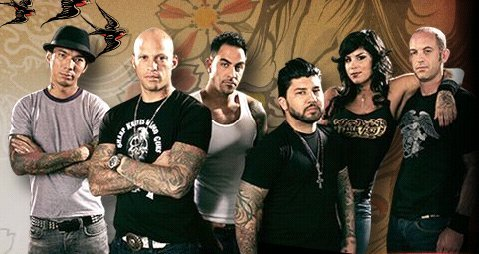
Das Team von Miami Ink

Miami Ink – Tattoos fürs Leben (Originaltitel: Miami Ink) ist eine von TLC produzierte, US-amerikanische Realityshow, in der Menschen vor laufender Kamera tätowiert werden. 

## Geschichte
Die Sendung Miami Ink – Tattoos fürs Leben lief von 2005 bis 2008. Das Studio, in welchem die Fernsehserie aufgezeichnet wurde, gehört den beiden Tattoo-Künstlern Ami James und Chris Núñez. Weitere Künstler, die regelmäßig in Erscheinung traten, waren Chris Garver, Darren Brass und Yoji Harada. 
Die kalifornische Tätowiererin Kat von D (Katherine von Drachenberg), die auf das Tätowieren von Porträts spezialisiert ist, stieß im Laufe der ersten Staffel zum Team, verließ die Show jedoch im Mai 2007 wieder – laut einem Eintrag auf ihrer Myspace-Seite – aufgrund interner Ungereimtheiten. Kat Von D ist Teil einer neuen Sendung namens LA Ink – Tattoos fürs Leben, das in ihrem neu gegründeten Tattoo-Shop „High Voltage Tattoo“ gedreht wird.
In jeder Folge geht es um eine Reihe von Menschen, die aufgrund ihrer Hintergrundgeschichten ein Tattoo möchten. Diese werden meistens durch Rückblenden in Form von mitgebrachtem Bildmaterial und durch die Erzählungen der jeweiligen Kunden veranschaulicht. Die Sendung wird in der Regel durch Ami James aus dem Off kommentiert. Das Lied zur Sendung heißt „Funky Kingston“ von Toots and the Maytals. Um in der Sendung von den jeweiligen Künstlern tätowiert zu werden, musste man sich auf der Website des Senders TLC bewerben. Am 26. März 2019 verstarb überraschend und unerwartet Yoji Harada.

## Ausstrahlung
Miami Ink läuft in Deutschland auf dem Sender DMAX, im Vereinigten Königreich auf Discovery Real Time und in den USA auf TLC. In Singapur, den Philippinen und in Australien jeweils auf Discovery Travel und dem Living Channel. In Schweden wird es bei TV6 ausgestrahlt.

## Bekannte Kunden
Prominente, die bei Miami Ink schon tätowiert wurden (Auswahl):
- Diablo Dimes – Musiker – Zigeunerkopf mit dem Schriftzug „Ragtime Gypsy New Orleans“. Gestochen von Darren Brass
- Evan Seinfeld – Biohazard – Totenschädel mit einem Kopftuch, auf dem FTW (Fuck The World) steht. Gestochen von Chris Garver.
- Sunny Garcia – Surfer – Die Hawaii-Inseln. Gestochen von Ami James.
- Mark Zupan – Rollstuhlrugbyspieler – Ein Tribal-Tattoo. Gestochen von Ami James.
- H2O – Alle Mitglieder der Band. Gestochen von vier Tätowierern gleichzeitig.
- Phil Varone – ehemaliger Drummer von Skid Row – Der Name seines Sohns, von Darren Brass.
- Anthony Bourdain – Ein Totenkopf von Chris Garver.
- Harold Hunter – Skateboarder – Die Skyline der Twin Towers von Chris Garver.
- Lloyd Banks – G-Unit-Rapper – Der gesamte Rücken „the darker side of the rotten apple, new york city“ von Chris Garver.
- Johnny Messner – Ein Kreuz von Ami James.
- Reginald Arvizu – Bassist von Korn – Die Unterschriften seiner Bandmitglieder von Darren Brass.